# L̄
L̄, l̄ (L с макроном) — буква расширенной латиницы, используемая в ирландском диалекте Аранских островов, баскском языке (в орфографии, предложенной Сабино Араной) и романизации арабского письма ISO 233-1.

## Использование
В баскском языке использовалась для обозначения бокового палатального сонанта (в современном стандартизированном варианте euskara batua эту функцию выполняет сочетание il)
В романизации арабского письма ISO 233-1 передаёт букву лям с огласовкой шадда.
В ирландском диалекте Аранских островов обозначает звонкий фрикативный согласный.